# Jean-Christophe Goddard
Pour les articles homonymes, voir Goddard.

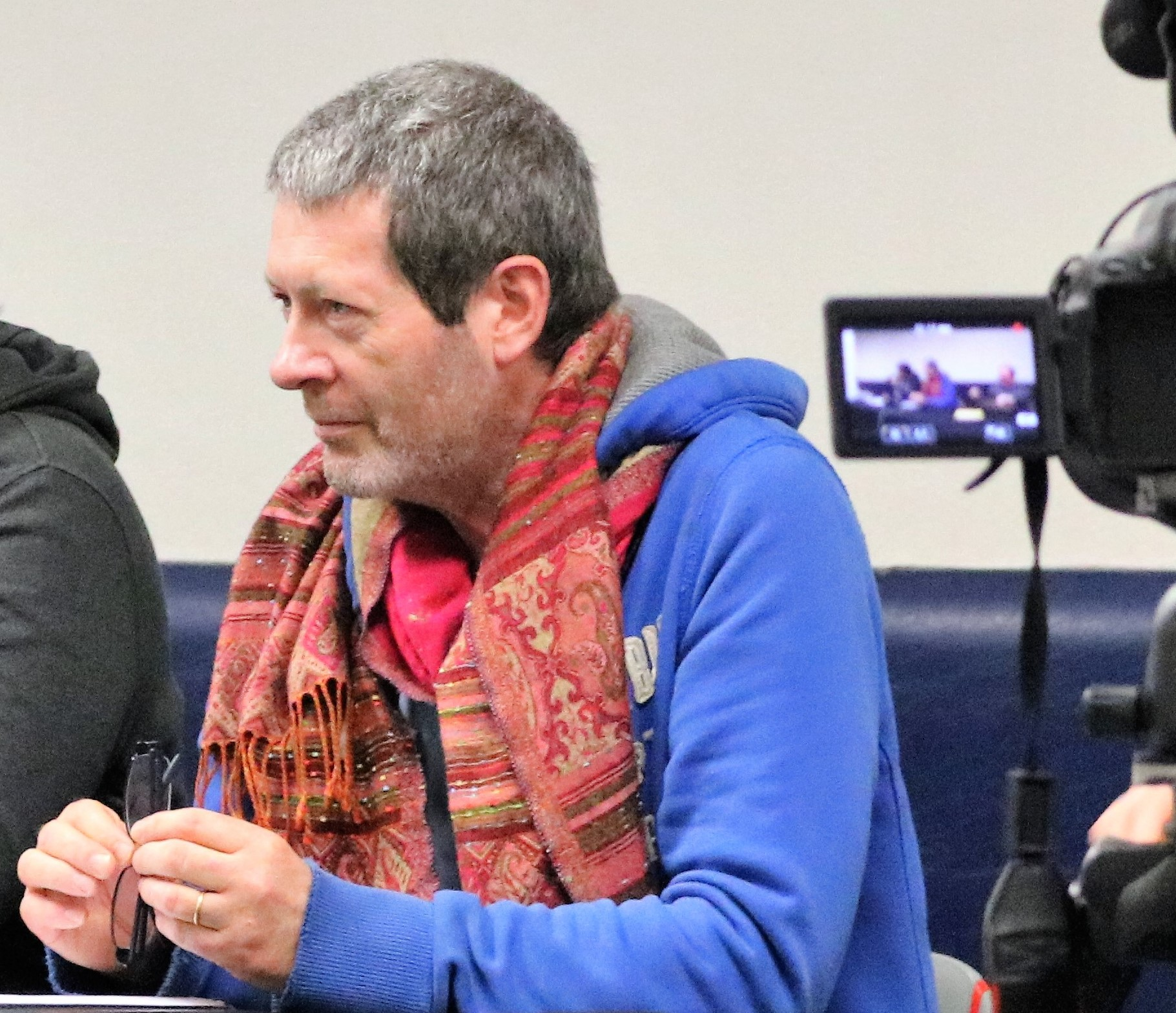
Jean-Christophe Goddard. Corpus Africana. Université de Toulouse 2018

Jean-Christophe Goddard, né en 1959, est un philosophe français professeur des Universités à l'Université de Toulouse 2 Jean Jaurès.

## Biographie
Il a consacré ses premiers travaux d'historien de la philosophie à l'idéalisme allemand, et particulièrement à l’œuvre de J.G. Fichte (1762-1814) dont il a traduit plusieurs textes, et à la philosophie française du XXe siècle (Deleuze, Maldiney). Il a présidé l'Internationale Fichte Gesellschaft de 2006 à 2012 et coordonné le projet Erasmus Mundus EuroPhilosophie de la Commission Européenne de 2006 à 2023. Depuis 2016, il anime avec Marc Maesschalck le séminaire "Penser les décolonisations" commun aux Universités de Toulouse et de Louvain-la-Neuve (UCL). Depuis leur création en 2018, il organise avec le chorégraphe et danseur James Carlès les rencontres annuelles du Festival Corpus Africana de Toulouse. Depuis 2019, il est chercheur associé à l'Université nationale de Séoul dans le cadre du séminaire d'Anthropologie Décoloniale piloté par Daeseung Park. 
Les travaux de Jean-Christophe Goddard contribuent depuis une dizaine d'années à la critique décoloniale de la philosophie moderne européenne. Ils mobilisent essentiellement la philosophie et la littérature africaine contemporaine et la contre-anthropologie historique amazonienne du monde blanc.
Dans "Ce sont d'autres gens. Contre-anthropologies décoloniales du monde blanc" (Wildproject, 2024), J.-C. Goddard s'efforce de restituer la puissance critique des savoirs collectifs non-blancs, essentiellement oraux et performatifs, qui interrogent du point de vue de la qualité de la vie le modèle anthropologique incarné par les agents de la colonisation européenne. Il invite par ailleurs à la lecture de grands penseurs du commun, tels le leader yanomami Davi Kopenawa, l'écrivain congolais Sony Labou Tansi et le philosophe camerounais Fabien Eboussi Boulaga, qui, armés de ces mêmes savoirs collectifs, ont investi l'économie euro-occidentale du livre et des savoirs académiques qui lui sont associés pour en révéler les substructions coloniales et y faire entendre la critique indigène du système-monde issu de la colonisation.

## Principales publications
- La philosophie fichtéenne de la vie. Le transcendantal et le pathologique, Vrin, 1999. Traduction espagnole (Argentine): La filosofia fichteana de la vida, Hekht, 2021.
- Mysticisme et folie. Essai sur la simplicité, Desclée de Brouwer, 2002[3].
- Fichte (1801-1813). L'émancipation philosophique, PUF, 2003.
- Violence et subjectivité. Deleuze, Derrida, Maldiney, Vrin, 2008.
- The Beech and the Palm Tree: Fichte's Wissenschaftslehre as a Project of Decolonization, dans Rethinking German Idealism, Palgrave Macmillan, 2016.
- Nijinsky, el ido de amor y los consumidores de carne (JC), Corpo Grafias (Colombie), Vol.3, n°3, 2016.
- Brazuca Negão e Sebento / Brésilien Noir et Crasseux, n-1 edições (Brésil), 2017. Traduction anglaise (GB): A Scabby Black Brazilian, Urbanomic, 2023.
- La désertion de João Ywarete Pyaguachu dans "Brazuca Negão et Sebento", dans Modernismes et anthropophagies. Connexions artistiques et esthétiques Brésil-Europe, éditions Mimesis, 2020.
- Sony Labou Tansi et le théâtre des ombres, Thaêtre, #5, Machin la Hernie. Un théâtre monstre, 2020[4].
- Decolonisation and reverse anthropology. Capitalist extractivism in the mirror of Amerindian anthropology, dans Civilization - Nature - Subjugation: Variations of (De-)Colonization, Peter Lang, 2021.
- De l'Extirpation péruvienne des idolâtries aux Conférences nationales en Afrique noire. Eboussi Boulaga entre Amérique Latine et Afrique, Politique Africaine, n°164, 2021/4.
- Ce sont d'autres gens. Contre-anthropologies décoloniales du monde blanc, éditions Wildproject, 2024.